# Svou vlastní ženou

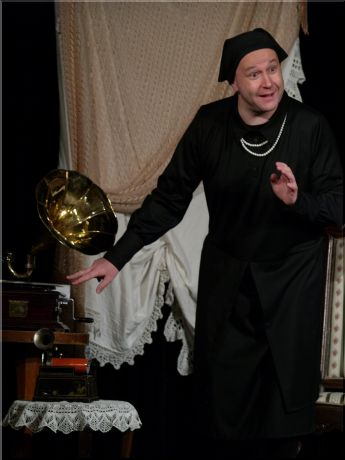
Libor Ulovec (Divadlo SoLiTEAter)

Svou vlastní ženou (orig. I Am My Own Wife, 2003) je divadelní hra – monodrama – známého amerického spisovatele Douga Wrighta, který za ni v roce 2004 obdržel Pulitzerovu cenu.
Hra je koláží ze života nejznámějšího berlínského transvestity Charlotte von Mahlsdorf (1928–2002), narozeného jako Lothar Berfelde, tak jak jej autor zpracoval podle svých rozhovorů s hlavní postavou, zpráv v tisku, televizních show a dalších materiálů, a vypráví fascinující životní příběh muže, který v ženských šatech dokázal přežít represe nacistického i komunistického režimu.
Newyorské provedení této hry bylo oceněno prestižní cenou Tony. 
Do češtiny hru přeložil Adam Novák, libretista a textař, producent Hudebního divadla v Karlíně a v české premiéře ji uvedlo Divadlo Letí  s Pavolem Smolárikem v titulní a jediné roli, který s přihlédnutím k výkonu v této hře získal cenu "Objev roku" na festivalu Příští vlna.... Hra si našla cestu i na česká amatérská jeviště díky souboru Divadlo SoLiTEAter, kde sklidila zasloužený úspěch. Jejich představení bylo oceněno jako nejlepší české amatérské činoherní představení roku 2009 a bylo přímo nominováno do hlavního programu festivalu Jiráskův Hronov. Hlavní představitel, Libor Ulovec, získal za své ztvárněné postavy Charlotte von Mahldorf (a dalších cca 35 rolí) mj. cenu za herecký výkon na celostátní přehlídce amatérského divadla Divadelní Děčín 2009.  